# اتم هلیوم
اتم هلیوم (به انگلیسی: Helium atom) یک ترکیب شیمیایی با شناسه پاب‌کم ۲۳۹۸۷ است. شکل ظاهری این ترکیب، گاز بی‌رنگ است.